# الحرب البيزنطية الساسانية عام 440
كانت الحرب الرومانية الشرقية الساسانية عام 440 صراعًا قصيرًا بين الإمبراطورية الرومانية الشرقية والإمبراطورية الساسانية. كان سبب نهايتها القصيرة هو غزو الوندال للمقاطعات الرومانية الجنوبية، مما أجبر الرومان الشرقيين على رفع دعوى لإنهاء الحرب بسرعة للتركيز على غزو الواندال. كما حصل الساسانيون على بعض المال مقابل السلام.

## التاريخ
اتفقت الإمبراطورية الساسانية والرومانية منذ معاهدة السلام بينهما في 387 على أنهما ملتزمان بالتعاون في الدفاع عن القوقاز ضد هجمات البدو. ساعد الرومان في الدفاع عن القوقاز من خلال دفع ما يقرب من 500 رطل (226 كجم) من الذهب على فترات غير منتظمة. بينما رأى الرومان في هذا المبلغ إعانات سياسية، اعتبرها الإيرانيون بمثابة الجزية، مما يثبت أن روما كانت نائبة لإيران. تسببت عدم رغبة الإمبراطور الروماني ثيودوسيوس الثاني في استمرار الدفع في جعل الشاه يزدجرد بن بهرام يعلن الحرب ضد الرومان، والتي لم تحقق نجاحًا كبيرًا لأي من الجانبين.
تم غزو الرومان في مقاطعاتهم الجنوبية من قبل الوندال، مما جعل ثيودوسيوس الثاني يطلب السلام ويرسل قائده، أناتوليوس، شخصيًا إلى معسكر يزدجرد الثاني. وفي المفاوضات التي تلت عام 440، وعدت كلتا الإمبراطوريتين بعدم بناء أي تحصينات جديدة في بلاد ما بين النهرين وأن الإمبراطورية الساسانية ستحصل على بعض المال من أجل حماية القوقاز من الغارات.